# Sam Houston
Samuel Houston, cunoscut sub numele de Sam Houston (n. 2 martie 1793, Virginia, SUA – d. 26 iulie 1863, Huntsville⁠(d), Texas, SUA), a fost un om politic și ofițer american din secolul al XIX-lea. S-a născut la Timber Ridge în valea Shenandoah din Virginia, fiind de origine scoțian-irlandeză. Houston a devenit o personalitate de referință în istoria Texasului, fiind ales de două ori în funcția de președinte al Republicii Texas, fiind senator al SUA din partea Texasului după aderarea sa la Statele Unite, și, în cele din urmă, guvernator al statului Texas. El a refuzat să depună jurământ de loialitate Confederație atunci când Texasul s-a separat de SUA în perioada Războiului Civil, și a demisionat din funcția de guvernator. Pentru a evita vărsarea de sânge, a refuzat oferta de a conduce o armată a Uniunii. El s-a retras la Huntsville, Texas, unde a murit înainte de sfârșitul războiului.
În tinerețe, a emigrat în Tennessee din Virginia, a petrecut o perioadă în compania indienilor Cherokee (care l-au adoptat ca cetățean și din rândul căruia și-a găsit soție), a servit în armată în Războiul din 1812, și a participat la viața politică din Tennessee. Houston este singura persoană din istoria SUA care a fost guvernator a două state diferite (deși și alții au servit drept guvernatori ai mai multor teritorii diferite).
O ceartă cu un congressman american, urmată de un proces intens mediatizat a dus la emigrarea sa în 1832 în Texasul Mexican. Acolo, a devenit rapid lider al Revoluției Texane. El a susținut unirea Texasului cu Statele Unite. Orașul Houston a fost botezat după el.